# چای شگوگ
چای شگوگ (انگلیسی: Chay Shegog؛ زادهٔ ۲۲ فوریهٔ ۱۹۹۰) بازیکن بسکتبال اهل ایالات متحده آمریکا است.
وی در مسابقات کشوری و بین‌المللی در مجموع برندهٔ ۱ مدال طلا شده‌است.